# Patalahivka, Svatove
Patalahivka (în ucraineană Паталахівка) este un sat în comuna Raihorodka din raionul Svatove, regiunea Luhansk, Ucraina.

## Demografie
Componența lingvistică a localității Patalahivka
     Ucraineană (100%)
Conform recensământului din 2001, toată populația localității Patalahivka era vorbitoare de ucraineană (100%).